# Памятник жертвам политических репрессий (Новосибирск)
Памятник жертвам политических репрессий — памятник в Новосибирске, расположенный в Нарымском сквере.
Памятник выполнен как гранитная серая четырёхугольная ротонда высотой 4,5 м, внутри которой помещена мраморная глыба, добытая в лагерном карьере ОЛП-4. На цоколе ротонды перечислены названия лагерей, в каждом из которых было заключено более 50 тысяч людей, на чёрной мраморной доске расположены надписи «Граждане Новосибирска — жертвам политических репрессий» и «Камень из штрафного отделения Сиблага (г. Искитим)».
Автор концепции — председатель новосибирского «Мемориала» Леонид Соломонович Трус, первым архитектором был Александр Бернов, который совместно с бывшими заключёнными выбрал и установил на временное место (в 70 метрах от современного местонахождения памятника) лагерный камень. До полноценного открытия монумент просуществовал в таком виде около 10 лет. Архитекторы Владимир Пивкин и Александр Гамалей предложили позднее архитектурное решение, и памятник был открыт 30 октября 2003 года, в день памяти жертв политических репрессий.
В 2019 году было решено разместить в 10 метрах от уже существующего памятника закладной камень памятника неизвестным жертвам террора; вместе они образуют мемориальный комплекс. До 2012 года на выбранной территории стояло здание Новосибирской следственно-пересыльной тюрьмы № 1 УНКВД, которое позже использовалось как психоневрологический диспансер. Весной 2013 года при строительстве многоэтажного дома были найдены человеческие останки, кости и черепа. К 2022 году закладной камень уже был установлен.
К памятнику возлагают цветы в день памяти жертв политических репрессий. У памятника поминают погибшего Бориса Немцова. 16 февраля 2024 года к памятнику возлагали цветы после смерти Алексея Навального; при этом, по данным BBC, доступ к мемориалу был перекрыт правоохранительными органами под предлогом заминирования, что не остановило людей, которые начали оставлять свечи с цветами в снегу; один из участников памятной акции пересёк линию ограждения, после чего был схвачен силовиками.